# Spruce Grove

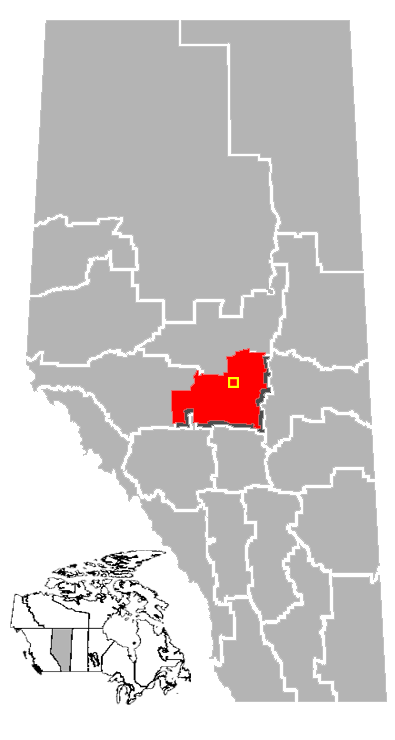
Localização de Spruce Grove em Alberta.

Spruce Grove é uma cidade da província canadense de Alberta, e centro do Condado de Parkland. Sua população é estimada em 17 mil habitantes (em comparação aos 27 mil vivendo no condado de Parkland). Sua área é 26.4 km².